# Iraklij Manelov
Iraklij Michajlovič Manelov (in russo Ираклий Михайлович Манелов?; Vyselki, 19 settembre 2002) è un calciatore russo, difensore della Torpedo Mosca.

## Biografia
Nato nel villaggio di Vyselki, anche suo fratello maggiore Aleksandr è un calciatore.

## Carriera
Cresciuto nel settore giovanile del Krasnodar, il 10 luglio 2021 ha debuttato in PFN Ligi con il Krasnodar-2; mentre ha esordito in prima squadra il 18 settembre 2021 disputando l'incontro di Prem'er-Liga vinto 0-2 contro l'Achmat Groznyj.

## Statistiche

### Presenze e reti nei club
Statistiche aggiornate al 16 aprile 2022.
| Stagione        | Squadra         | Campionato      | Campionato | Campionato | Coppe nazionali | Coppe nazionali | Coppe nazionali | Coppe continentali | Coppe continentali | Coppe continentali | Altre coppe | Altre coppe | Altre coppe | Totale | Totale |
| Stagione        | Squadra         | Comp            | Pres       | Reti       | Comp            | Pres            | Reti            | Comp               | Pres               | Reti               | Comp        | Pres        | Reti        | Pres   | Reti   |
| --------------- | --------------- | --------------- | ---------- | ---------- | --------------- | --------------- | --------------- | ------------------ | ------------------ | ------------------ | ----------- | ----------- | ----------- | ------ | ------ |
| 2021-2022       | Krasnodar       | PL              | 6          | 0          | CR              | 1               | 0               |                    | -                  | -                  |             | -           | -           | 7      | 0      |
| Totale carriera | Totale carriera | Totale carriera | 6          | 0          |                 | 1               | 0               |                    | -                  | -                  |             | -           | -           | 7      | 0      |